# Região metropolitana de Mérida (México)

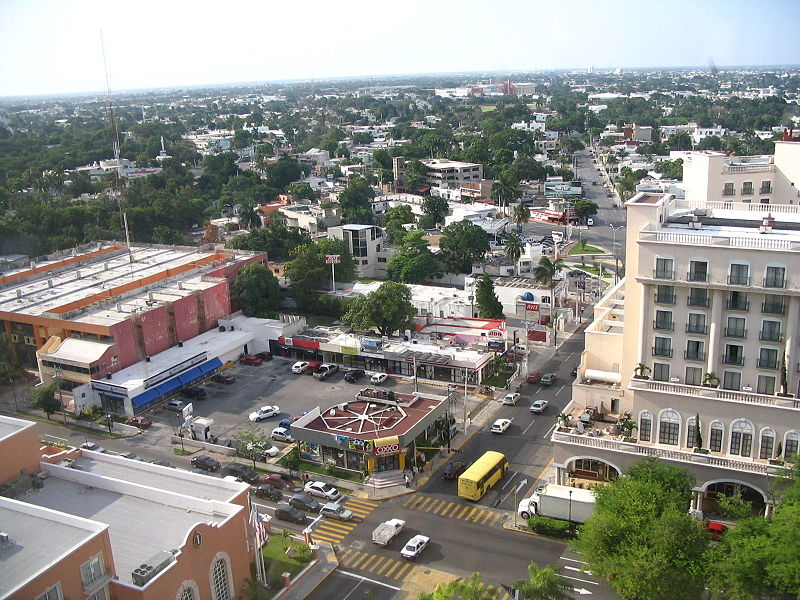
Vista de Mérida, cidade mas populosa da região metropolitana.

A Região metropolitana de Mérida é uma região metropolitana do México, formada pela cidade de Mérida e mais quatro municípios da Península de Iucatã.
De acordo com o censo de 2005, é a décima região metropolitana mais populosa do país, com uma população de aproximadamente 900.000 habitantes.
Grande Mérida, como também é chamada, é formada por as seguintes cidades:
- Mérida - 781.146 hab.
- Umán - 53.268 hab.
- Kanasín - 51.774 hab.
- Conkal - 8.495 hab.
- Ucú - 3.057 hab.